# 재스민 셀버그
야스민 셀벡 (Jasmin Selberg, 1999년 8월 11일 ~ )는 일본 도쿄의 도쿄 돔 시청에서 열린 미스 인터내셔널 2022 대회에서 우승한 에스토니아계 독일인 모델이자 뷰티 퀸이다.